# NGC 143
NGC 143 är en galax i Valfisken.